# Butheoloides littoralis
Espèce
Butheoloides littoralis est une espèce de scorpions de la famille des Buthidae.

## Distribution
Cette espèce est endémique du Maroc. Elle se rencontre vers Sidi Ifni, Tiznit et Tighmi.

## Description
La femelle holotype mesure 17,0 mm.
Le mâle décrit par Touloun, El Hidan et Boumezzough en 2016 mesure 23,1 mm.

## Publication originale
- Lourenço, Touloun & Boumezzough, 2011 : « The genus Butheoloides Hirst, 1925 (Scorpiones, Buthidae) in Morocco, with a description of a new species. » Euscorpius, no 113, p. 1-7 (texte intégral).